# Gaelco
Gaelco est une entreprise de développement et d'édition de jeux vidéo spécialisée dans le domaine de l'arcade.

## Historique
En 2007, Gaelco laisse les jeux d'arcade de côté et se lance dans la production et la commercialisation de jeux de fléchettes sous le nom de « Gaelco Darts », puis se concentre sur Radikal DARTS, lancé plus tôt en 2003. C'est ainsi que la section développant les jeux vidéo, Gaelco Multimedia est fermée et l'entreprise se centre sur sa nouvelle activité.

## Systèmes d'arcade
- GAE1 (ou CG-1V)
- GAE2
- Gaelco 3D
- Gaelco PowerVR Based
- Gaelco PC Based

## Jeux
- Alligator Hunt
- ATV Track
- Bang!
- Big Karnak
- Biomechanical Toy
- Football Power
- Gaelco Championship Tuning Race
- Gaelco Football
- Football Power
- Glass
- Maniac Square
- Master Boy
- Radikal Bikers
- Ring Riders
- Rolling Extreme
- Smashing Drive
- Snow Board Championship
- Speed Up
- Splash!
- Squash
- Surf Planet
- Target Hits
- TH Strikes Back
- Thunder Hoop
- Tokyo Cop
- Touch & Go
- World Rally
- World Rally 2